# Daniela Braga
Daniela Braga est un mannequin brésilien féminin.

## Carrière
En 2014 et 2015, elle a fait le Victoria's Secret Fashion Show,.
Dans sa carrière, elle représente Bebe, Blanco, Dafiti, Givenchy, Nordstrom, Plein Sud, Pull & Bear, Riachuelo, Saks Fifth Avenue, et Target.
Elle défile pour Alexandre Vauthier, Anthony Vaccarello, Balmain, Blumarine, Ermanno Scervino, Etam, Givenchy, Leonard, Loewe, Maiyet, Max Mara, Moncler, Paco Rabanne, Shiatzy Chen, Valentin Yudashkin, Victoria's Secret et Vionnet.
Elle fait les couvertures des magazines comme Elle, Revue des modes, Harper's Bazaar et V, aussi l'éditorial pour Vogue (UK), CR Fashion Book, Harper's Bazaar, Interview, Marie Claire, Numéro, Purple, U et Vision China, avec une carrière plus particulièrement dans son pays d'origine.
Elle se marie en 2021 avec l'homme d'affaires Adam Freede.